# Communauté de communes des vertes vallées (Pas-de-Calais)
Pour les articles homonymes, voir Communauté de communes des vertes vallées et CCVG.
La communauté de communes des vertes vallées est une ancienne communauté de communes française, située dans le département du Pas-de-Calais et la région Nord-Pas-de-Calais, arrondissement d'Arras.
Elle a fusionné le 1er janvier 2013 avec la communauté de communes du val du Gy pour former la nouvelle communauté de communes La Porte des Vallées.

## Historique
La communauté de communes des Vertes vallées (dite CCVV) a été créée en 2001. Son territoire correspondait plus ou moins au canton de Beaumetz les Loges, sans deux des communes les plus peuplées de ce canton : Wailly les Arras et surtout Beaumetz-lès-Loges qui devait assurer le lien entre le nord et le sud de cet EPCI.
La communauté de communes des Vertes vallées a fusionné avec la Communauté de communes du val de Gy pour former, le 1er janvier 2013, la nouvelle communauté de communes La Porte des Vallées. 
Il est possible de s'interroger sur la cohérence de ce nouvel ensemble, ce nouveau territoire n'ayant ni axe structurant (route, cours d'eau) ni histoire commune. La seule cohérence de ce nouvel EPCI semble donc être sa proximité d'Arras et son caractère péri-urbain. La préfecture avait proposé dans son projet de schéma de coopération départemental de coopération intercommunal de supprimer la CCVV et ainsi d'intégrer les communes périurbaines à la communauté urbaine d'Arras (CUA) et les communes plus rurales à la communauté de communes des deux sources. Ce projet a été refusé par les élus de la CUA (qui craignaient une sur-représentation des communes rurales) et par ceux des Vertes vallées.

## Territoire communautaire

### Composition
Elle était composée des communes suivantes :
1. Adinfer
2. Bailleulmont
3. Bailleulval
4. Basseux
5. Berles-au-Bois
6. Berneville
7. Blairville
8. Boiry-Saint-Martin
9. Boiry-Sainte-Rictrude
10. Ficheux
11. Fosseux
12. Gouy-en-Artois
13. Hendecourt-lès-Ransart
14. La Cauchie
15. La Herlière
16. Monchiet
17. Monchy-au-Bois
18. Ransart
19. Rivière
20. Simencourt
21. Warlus

## Administration

### Élus
La communauté de communes était administrée par un conseil communautaire, constituée de conseillers municipaux élus dans chacune des communes membres.

### Présidents
| Période | Période | Identité     | Étiquette    | Qualité                                                         |
| ------- | ------- | ------------ | ------------ | --------------------------------------------------------------- |
| 2001    | 2012    | Michel Petit | assimilé UMP | Maire de Berles-au-Bois (2001 → ), Conseiller général (1998 → ) |

### Compétences
La communauté de communes exerçait les compétences qui lmui avaient déléguées les communes membres.